# Jean de Bry

Jean Antoine Debry (Album du Centenaire)

Jean Antoine de Bry, född 25 november 1760 och död 6 januari 1834, var en fransk revolutionspolitiker.
De Bry var ursprungligen advokat, och invaldes 1791 i lagstiftande församlingen, och återvaldes 1792 i nationalkonventet. Han ansågs tillhöra girondisterna men överlevde såväl dessas som Robespierres fall och var 1795 en kortare tid medlem av välfärdsutskottet. Han hade under direktoriet säte i de femhundrades råd, under konsulatet i tribunatet. Restaurationen 1815-1830 fördrev honom ur landet.